# Кристалка (река)
Кристалка — река в России, протекает по Оренбургской области. Устье реки находится в 125 км по правому берегу реки Ток. Длина реки составляет 28 км.

## Данные водного реестра
По данным государственного водного реестра России, относится к Нижневолжскому бассейновому округу, водохозяйственный участок реки — Самара от Сорочинского гидроузла до водомерного поста у села Елшанка, речной подбассейн у реки отсутствует. Речной бассейн реки — Волга от верховий Куйбышевского водохранилища до впадения в Каспий.
Код объекта в государственном водном реестре — 11010001012112100007065.